# Ō̱̂
Ō̱̂ (minuscule : ō̱̂), appelé O macron accent circonflexe macron souscrit, est une lettre latine utilisée dans l’écriture du kiowa.
Il s’agit de la lettre O diacritée d’un macron, d’un accent circonflexe et d’un macron souscrit.

## Représentations informatiques
Le O macron accent circonflexe macron souscrit peut être représenté avec les caractères Unicode suivants : 
- composé et normalisé NFC (latin étendu A, diacritiques) :

| formes    | représentations | chaînes de caractères | points de code       | descriptions                                                                                |
| --------- | --------------- | --------------------- | -------------------- | ------------------------------------------------------------------------------------------- |
| capitale  | Ō̱̂               | Ō◌̱◌̂                   | U+014C U+0331 U+0302 | lettre majuscule latine o macron diacritique macron souscrit diacritique accent circonflexe |
| minuscule | ō̱̂               | ō◌̱◌̂                   | U+014D U+0331 U+0302 | lettre minuscule latine o macron diacritique macron souscrit diacritique accent circonflexe |

- décomposé et normalisé NFD (latin de base, diacritiques) :

| formes    | représentations | chaînes de caractères | points de code              | descriptions                                                                                            |
| --------- | --------------- | --------------------- | --------------------------- | --- |
| capitale  | Ō̱̂               | O◌̱◌̄◌̂                  | U+004F U+0331 U+0304 U+0302 | lettre majuscule latine o diacritique macron souscrit diacritique macron diacritique accent circonflexe |
| minuscule | ō̱̂               | o◌̱◌̄◌̂                  | U+006F U+0331 U+0304 U+0302 | lettre minuscule latine o diacritique macron souscrit diacritique macron diacritique accent circonflexe |